# Free Software Foundation Latin America
A Free Software Foundation Latin America ou Fundação Software Livre América Latina, conhecida também por FSFLA, é a quarta FSF da rede, iniciada em 1985 com a Fundação Software Livre fundada por Richard M. Stallman, da qual já fazem parte as Fundações Software Livre Europa e Índia. Ela foi lançada em 23 de novembro de 2005 em Rosario, Argentina.
Esclarecimento ao público:
- FSFLA é um projeto, ainda não uma realidade. Estão sendo traçadas as bases para formar uma FSFLA saudável;
- A equipe de trabalho não é a diretoria da FSFLA;
- FSFLA não representará nada mais do que ela mesma e seu trabalho;
- FSFLA não será uma federação de nações ou organizações nacionais.

Leia em detalhes no FAQ disponível no site da FSFLA.
A primeira diretoria é formada por Federico Heinz para o cargo de Presidente, Alexandre Oliva para Secretário e Beatriz Busaniche para Tesoureira, constituindo assim o Conselho Executivo da Fundação. Os demais membros do Conselho de Administração são Enrique A. Chaparro, Mario M. Bonilla, Fernanda G. Weiden e Juan José Ciarlante.